# Мбесума, Коллинс
Ко́ллинс Мбесу́ма (англ. Collins Mbesuma; 3 февраля 1984, Луаншья, Замбия) — замбийский футболист, выступающий на позиции нападающего. Ранее выступал за национальную сборную Замбии.

## Клубная карьера
Коллинс родился в городе Луаншья, в Замбии. Его отец, Франсис Каджия, также был футболистом, выступал на позиции полузащитника, играя за «Грин Баффалоз» и «Ндола Юнайтед», играл за сборную Замбии в конце 1970-х — начале 1980-х. Фамилия Коллинса, «Мбесума» была взята от приемного отца.
Коллинс начал профессиональную карьеру в команде «Роан Юнайтед». Своим выступлением за молодёжную сборную Замбии он привлек внимание руководства южноафриканского «Кайзер Чифс», который приобрел его в январе 2004.
Мбесума отличился в первом же матче за новый клуб против «Блэк Леопардс», но в игре получил травму и выбыл на несколько недель. В 2005 году Коллинс был назван Лучшим игроком чемпионата ЮАР, забив 35 мячей за сезон.
После столь успешного выступления в ЮАР, Коллинс подписал в 2005 году трехлетний контракт с английским «Портсмутом». Из-за проблем с разрешением на работу Мбесума присоединился к своему новому клубу только в конце предсезонной подготовки. Приехав с лишним весом и в плохой форме, замбиец был отправлен в резервную команду.
За время пребывания в «Портсмуте» Коллинс провел только 4 матча, выходя на замену, причем все его появления на поле пришлись на начало сезона 2005/06. В июле 2006 Мбесума был отдан в аренду сроком на год в португальский «Маритиму», в котором поначалу ему удалось возвратить форму, отличившись несколько раз, однако затем наступил спад. В июне 2007 замбиец возвратился в «Портсмут», сыграв за «Маритиму» 23 матча и забив 7 мячей.
4 августа 2007 Мбесума подписал контракт с турецким клубом «Бурсаспор». 23 мая 2008 контракт был разорван, за «Бурсаспор» Коллинс провел только 6 игр.
Мбесума решил возвратиться в чемпионат ЮАР и присоединился к «Мамелоди Сандаунз», через год перешёл в «Морока Свэллоуз». В конце июня 2010 Коллинс стал свободным агентом.
Пробыв без клуба несколько месяцев, в декабре 2010 Мбесума подписал полугодичный контракт с «Голден Эрроуз». За «золотых стрел» замбиец выступал довольно успешно — 43 игры, 18 голов.
16 августа 2012 Коллинс перешёл в «Орландо Пайретс».

## Карьера в сборной
Коллинс дебютировал за сборную Замбии в 2003 и к концу года успел провести 4 игры. Он был ключевым игроком молодёжной сборной, которая практически квалифицировалась на Олимпиаду в Афинах. В составе замбийской сборной Коллинс участвовал в Кубках Африки 2006, 2010, 2012 и 2013 годов. В 2008 году Мбесума был исключен из предварительной заявки на турнир из-за плохой формы.
Мбесума принял участие только в одном матче группового этапа на самом успешном для «медных пуль» Кубке африканских наций 2012 года, на котором они добились победы.

## Достижения
Кайзер Чифс
- Чемпион ЮАР: 2004/05
- Обладатель Кубка Кока-Кола: 2004/05
- Обладатель Кубка Макуфе: 2005

 Маритиму
- Обладатель Кубка Мадейры: 2006/07

 Мамелоди Сандаунз
- Обладатель Кубка Недбанк: 2007/08

 Морока Свэллоуз
- Обладатель Кубка Недбанк: 2008/09

 Сборная Замбии
- Обладатель Кубка африканских наций: 2012